# Некрополь Панталіка
Некрополь Панталіка на Сицилії містить понад 5000 гробниць, вирубаних в скелях Іблейських горах просто неба. Датується періодом 13 — 7 ст. до н. е. і належить до однойменної археологічної культури. Пам'ятник разом з Сиракузами є об'єктом Світової спадщини ЮНЕСКО.